# Leptogomphus perforatus
Leptogomphus perforatus är en trollsländeart som beskrevs av Friedrich Ris 1912. Leptogomphus perforatus ingår i släktet Leptogomphus och familjen flodtrollsländor. Inga underarter finns listade i Catalogue of Life.